# Майзерит
Майзерит (рос. майзерит; англ. miserite; нім. Miserit m) — мінерал, основний силікат калію і кальцію ланцюжкової будови.

## Загальний опис
Хімічна формула: KCa5[Si5O14OH]•H2O.
Містить (%): K2O — 7,87; CaO — 37,46; SiO2 — 50,16; H2O — 4,51.
Сингонія ромбічна або триклінна.
Густина 2,84.
Колір рожевий.
Характерний мінерал контактово-метасоматичних утворень, виникає при вкоріненні лужних порід у вапняки.
За прізв. амер. геолога Г.Майзера (H.D.Miser), W.T.Schaller, 1950. Синонім: мізерит.

## Різновиди
Розрізняють:
- майзерит рідкісноземельний (майзерит, який містить до 7,52 % TR).